# Rathaus Gerbstedt

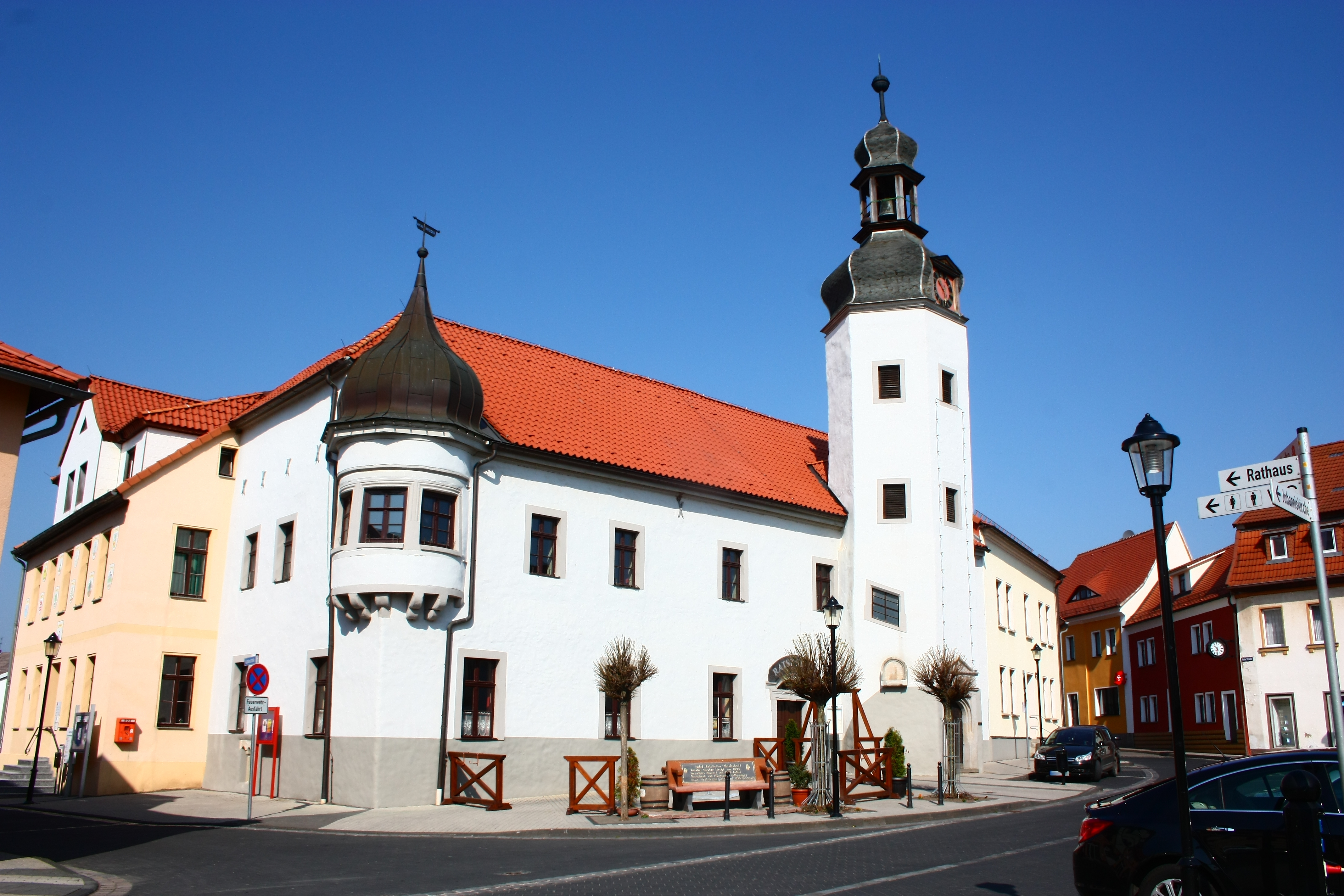
Rathaus Gerbstedt

Das Rathaus in Gerbstedt ist ein Baudenkmal im Landkreis Mansfeld-Südharz in Sachsen-Anhalt.
Im Jahr 1404 ist Gerbstedt als ein Flecken mit Rathaus nachweisbar, doch ähnlich wie in Freyburg (Unstrut) sind auch hier romanische Keller unter dem Gebäude nachgewiesen. Nicht völlig geklärt ist zudem, wann es zur Stadt wurde. Im Jahr 1435 wird der Ort Marktgerbstedt genannt, eine Stadtmauer entsteht vor dem Jahr 1516 und vier Jahre später wird Gerbstedt oppidum. Doch erst nach dem Stadtbrand von 1530 erhält der Ort das Stadtrecht durch Kaiser Karl V. und zudem den Jahrmarkt von Welfesholz zugesprochen.
Vielleicht handelt es sich hierbei um einen ähnlichen Vorgang wie in Sandersleben, wo das Stadtrecht nach einem verheerenden Stadtbrand erneut erteilt wurde. Ähnlich wie dort (Rathaus Sandersleben) dauerte es auch mehrere Jahrzehnte, bis das neue Rasthaus entstand. Es wurde wohl im Jahr 1566 fertiggestellt (Bauinschrift). Die Brände von 1668 und 1678 beschädigten das Bauwerk und machten daher Wiederherstellungen notwendig. Ein Portal an der Marktseite trägt die Jahreszahl 1801, wohl das Datum eines weiteren Umbaus.
Das Rathaus steht an der Westseite des Marktes, allerdings etwas nach Norden zum eigentlichen Platz mit Brunnen versetzt an der Ecke der Hohen Straße zur Kaplanstraße. Im Erdgeschoss befindet sich der Ratskeller, heute eine Gaststätte. Markant sind der runde, haubenbekrönte Eckerker sowie der sechseckige Treppenturm. Die Stadtkirche befindet sich in nur wenige Meter südlich des Gebäudes. Im Denkmalverzeichnis ist das denkmalgeschützte Rathaus von Gerbstedt mit der Nummer 094 65804 registriert.